# Зарезница (Псковская область)
Зарезница — деревня в Ядровской волости Псковского района Псковской области.
Расположена на берегу реки Зарезница, на автодороге М20 (участок Псков - Остров), в 13 км от южной границы Пскова и деревни Черёха.
Численность населения деревни по состоянию на 2000 год составляла 2 жителя.

## История
В Писцовых Книгах 1585-87 гг. упоминается Заразинитский ям.